# Diritto civile
Il diritto civile (in latino Ius civile) è una branca del diritto privato che disciplina l'insieme di norme giuridiche che regolano i rapporti tra privati in determinati campi.

## Descrizione
Il diritto civile comprende la materia dei contratti, delle obbligazioni, dei diritti reali, delle persone e della famiglia, delle successioni a causa di morte, della responsabilità civile. È generalmente codificato in un testo normativo definito codice che nello specifico prende il nome di codice civile.

## Nel mondo

### Italia
La distinzione tra diritto privato e diritto civile in Italia dal punto di vista formale delle fonti del diritto non è rigidamente predeterminata in quanto la normativa del diritto civile è stata unificata col diritto commerciale nel codice civile italiano del 1942.